# 上原博之
上原 博之（うえはら ひろゆき、1957年1月25日 - ）は、日本中央競馬会（JRA）に所属する調教師。主な管理馬にGI競走で5勝を挙げたダイワメジャーがいる。所属場は美浦トレーニングセンター。茨城県土浦市出身、茨城県立土浦第三高等学校を経て中央大学法学部卒。
同じく美浦トレーニングセンター所属の調教師・上原佑紀は息子。

## 経歴
1957年、千葉県我孫子市に生まれる。1歳の時に茨城県土浦市に転居し、以後土浦で育った。父親は農協系の団体職員で獣医師資格を持ち、この影響もあって幼少の頃から動物好きだった。土浦第三高等学校では父の勧めで馬術部に所属。3年次には主将を務め、1974年の茨城国体では県代表選手として個人準優勝、団体で優勝を経験している。高校卒業後は馬術選手としての推薦で中央大学に進み、ここでも3、4年次に主将を務めた。大学時代は4年次に出場した関東大学馬術選手権で優勝、全日本学生選手権では個人3位、団体5位の成績を残した。
就職先には日本中央競馬会を希望していたが採用されず、留年を選択した後に乗馬インストラクターの資格を取得するためイギリスに留学。4ヶ月間の研修を経て帰国の翌春に大学を卒業し、静岡県御殿場市のホテル兼乗馬クラブにアシスタントマネージャー兼インストラクターとして就職した。しかし半年後、恋人（後の妻）と美浦トレーニングセンターを見学に訪れた際、知己であった獣医師に競走馬の調教に携わることを勧められ、直後に日本中央競馬会の調教助手資格を取得。1980年11月、紹介を受けた同場所属の調教師・柄崎義信厩舎に入った。
柄崎厩舎で3年過ごした後、和田正道厩舎へ移籍。ドバイでの研修などを経て調教師を志すようになり、1993年に通算5度目の受験で調教師免許を取得した。

### 調教師時代
1994年3月、茨城県の美浦トレーニングセンターに自身の厩舎を開業。初勝利は同期開業調教師の中で最も遅く、同年7月3日の札幌開催における未勝利戦をノーブルグラスで勝ったのが最初となった。しかし以後は順調に勝利を重ね、当年13勝を挙げた。翌1995年7月には初勝利馬ノーブルグラスが札幌スプリントステークスを制し、重賞初勝利を挙げる。当年は重賞2勝を含む24勝を挙げ、関東の優秀調教師賞を受賞。以後毎年概ね15 - 20勝前後の成績を維持する中堅厩舎として定着している。
2004年、管理馬ダイワメジャーが皐月賞を制し、GI競走およびクラシック競走初制覇を果たす。同馬は後に競走能力に影響を及ぼす喘鳴症を発症して低迷に陥ったが、手術を施した後は立て直すことに成功し、2007年末の引退までに5つのGI競走に優勝した。
同馬に代表されるように、「ダイワ」を冠名とする有力馬主・大城敬三所有馬の関東における主戦厩舎を担っている。また、自身の管理馬が出走しないGI競走当日には、テレビの競馬中継で解説者としての出演もこなす。

## 調教師成績
|            | 日付           | 競馬場・開催  | 競走名          | 馬名           | 頭数 | 人気 | 着順 |
| ---------- | -------------- | ------------- | --------------- | -------------- | ---- | ---- | ---- |
| 初出走     | 1994年3月5日   | 2回中山3日12R | 5歳上500万下    | メイスンボサツ | 16頭 | 12   | 11着 |
| 初勝利     | 1994年7月3日   | 1回札幌8日3R  | 4歳未勝利       | ノーブルグラス | 8頭  | 1    | 1着  |
| 重賞初出走 | 1994年4月9日   | 3回中山5日9R  | 中山大障害(春)  | ロンゲット     | 6頭  | 5    | 5着  |
| 重賞初勝利 | 1995年7月16日  | 2回札幌4日11R | 札幌スプリントS | ノーブルグラス | 16頭 | 9    | 1着  |
| GI初出走   | 1995年10月29日 | 4回東京8日10R | 天皇賞(秋)      | スガノオージ   | 17頭 | 8    | 15着 |
| GI初勝利   | 2004年4月18日  | 3回中山8日11R | 皐月賞          | ダイワメジャー | 18頭 | 10   | 1着  |

## 主な管理馬
※括弧内は当該馬の優勝重賞競走、太字はGI級競走。
- ノーブルグラス（1995年・1996年札幌スプリントステークス）
- スガノオージ（1995年毎日王冠 1996年カブトヤマ記念）
- ダイワルージュ（2000年新潟3歳ステークス）
- ダイワメジャー（2004年皐月賞、2006年天皇賞（秋）、マイルチャンピオンシップ、2007年安田記念、マイルチャンピオンシップなど重賞8勝）
- フェリシア（2004年フェアリーステークス）
- ショウナンタキオン（2005年新潟2歳ステークス）
- プレミアムボックス（2008年オーシャンステークス、2009年CBC賞、京阪杯）
- ダイワワイルドボア（2008年セントライト記念）
- ダイワファルコン（2012年・2013年福島記念）
- マイネルラクリマ（2012年京都金杯、2013年七夕賞、2014年オールカマー）
- マーブルカテドラル（2013年アルテミスステークス）
- セイウンコウセイ （2017年高松宮記念、2018年函館スプリントステークス）
- ガロアクリーク（2020年スプリングステークス）
- ガストリック（2022年東京スポーツ杯2歳ステークス）[2]